# Girardinichthys viviparus
Girardinichthys viviparus és una espècie de peix de la família dels goodèids i de l'ordre dels ciprinodontiformes.

## Morfologia
- Els mascles poden assolir 6,5 cm de longitud total i les femelles 5.[4][5]

## Hàbitat
És un peix d'aigua dolça, de clima tropical (20 °C-22 °C) i bentopelàgic.

## Distribució geogràfica
Es troba a Mèxic.

## Ús comercial
És venut assecat.

## Observacions
És inofensiu per als humans.